# Кирьяков, Александр Фёдорович
Алекса́ндр Фёдорович Кирьяко́в (1804 — 7 (19) декабря 1892) — русский филолог; профессор семинарии, старший справщик московской синодальной типографии. 
Учился в калужской семинарии и в Московской духовной академии, закончив её со степенью магистра. С 1830 г. служил в тамбовской семинарии, затем — в калужской и московской. С 1842 — инспектор московской семинарии.
С 1844 по 1847 безвозмездно занимался сличением хранившихся в Московской синодальной библиотеке рукописей св. Иоанна Златоуста с печатными изданиями для английских учёных, занимавшихся изданием святых отцов церкви.
Опубликовал продолжительное время после этого использовавшуюся в духовно-учебных заведениях «Латинскую грамматику» (под буквами «А», «К», Москва, 1847) и, вместе с И. Н. Аничковым-Платоновым, «Chrestomathia latina» (M., 1861).